# Десни Дубровчак
Десни Дубровчак је насељено место у општини Мартинска Вес, у сисачкој горњој Посавини, Хрватска, до нове територијалне организације у саставу бивше велике општине Сисак.

## Становништво
| Националност       | 1991.        |
| Хрвати             | 163 (99,39%) |
| Срби               | 1 (0,60%)    |
| Југословени        | 0            |
| остали и непознато | 0            |
| Укупно             | 164          |